# وقت العرض يبدأ!
وقت العرض يبدأ (بالكورية: 지금부터 쇼타임!)؛ هو مسلسل تلفزيوني كوري جنوبي، من بطولة بارك هاي جين، جين كي جو وجونغ جون هو. عرض المسلسل على قناة إم بي سي يومي السبت والأحد من 23 أبريل إلى 12 يونيو 2022. كما انه تم بيعه مسبقًا إلى للمنصات العالمية مثل فيكي وفيو، وهو متاح في أكثر من 190 دولة.

## القصة
دراما رومانسية كوميدية بين تشا تشا وونغ (بارك هاي جين)، ساحر وصاحب العمل الذي يتعامل مع الأشباح، وضابطة شرطة شغوفة تتتمتع بقوة خارقة وغامضة، سيتعين على الشخصيات حل قضية انجرفوا فيها بالصدفة، والتعاون مع الأشباح لكشف القرائن.

## بطولة
- بارك هاي جين في دور تشا تشا وونغ، الساحر الشهير.[8]
- جين كي جو بدورجو سيول هي، ضابطة شرطية لديها قوى خارقة للطبيعة.[9]
- جونغ جون هو في دور الجنرال تشوي جوم.[10]
- جونغ سوك يونغ في دور نائب نام سانغ جيون.[11] ى

## المشاهدات
| الموسم | الموسم | رقم الحلقة | رقم الحلقة | رقم الحلقة | رقم الحلقة | رقم الحلقة | رقم الحلقة | رقم الحلقة | رقم الحلقة | رقم الحلقة | رقم الحلقة | رقم الحلقة | رقم الحلقة | رقم الحلقة | رقم الحلقة | رقم الحلقة | رقم الحلقة | المتوسط     |
| الموسم | الموسم | 1          | 2          | 3          | 4          | 5          | 6          | 7          | 8          | 9          | 10         | 11         | 12         | 13         | 14         | 15         | 16         | المتوسط     |
| ------ | ------ | ---------- | ---------- | ---------- | ---------- | ---------- | ---------- | ---------- | ---------- | ---------- | ---------- | ---------- | ---------- | ---------- | ---------- | ---------- | ---------- | ----------- |
|        | 1      | غ/م        | 697        | غ/م        | غ/م        | غ/م        | 823        | 651        | 883        | 612        | 740        | 647        | 756        | غ/م        | غ/م        | غ/م        | 732        | ستُعلن لاحقًا |

| الحلقات | تاريخ البث    | تقييمات "نيلسن كوريا" | تقييمات "نيلسن كوريا" |
| الحلقات | تاريخ البث    | على الصعيد الوطني     | سئيول                 |
| ------- | ------------- | --------------------- | --------------------- |
| 1       | 23 أبريل 2022 | 2.8%                  | N/A                   |
| 2       | 24 أبريل 2022 | 3.6%                  | N/A                   |
| 3       | 30 أبريل 2022 | 2.3%                  | N/A                   |
| 4       | 1 مايو 2022   | 3.3%                  | N/A                   |
| 5       | 7 مايو 2022   | 2.8%                  | N/A                   |
| 6       | 8 مايو 2022   | 4.1%                  | 4.3%                  |
| 7       | 14 مايو 2022  | 3.3%                  | 3.6%                  |
| 8       | 15 مايو 2022  | 4.6%                  | 4.8%                  |
| 9       | 21 مايو 2022  | 2.8%                  | N/A                   |
| 10      | 22 مايو 2022  | 3.8%                  | 3.9%                  |
| 11      | 28 مايو 2022  | 3.2%                  | N/A                   |
| 12      | 29 مايو 2022  | 4.2%                  | 3.7%                  |
| 13      | 4 يونيو 2022  | 2.7%                  | N/A                   |
| 14      | 5 يونيو 2022  | 3.1%                  | N/A                   |
| 15      | 11 يونيو 2022 | 3.2%                  | N/A                   |
| 16      | 12 يونيو 2033 | 4.2%                  | 4.3%                  |
| المعدل  | المعدل        | —                     | —                     |

## الإنتاج
أقيمت قراءة السيناريو للمسلسل في 6 أكتوبر 2021 ، في MBC في سانغ ام، مابو غو، سيئول. وبدأ التصوير في 14 أكتوبر.

### طاقم
في مايو 2021 ، أكد انضمام بارك هاي جين لدور البطولة للمسلسل. في يوليو 2021 ، عُرض على الممثلة جين كي جو لدور الرئيسي بجانب بارك هاي جين. تلقى جونغ جون هو عرضًا للانضمام في المسلسل في أغسطس 2021.

## روابط خارجية
- الموقع الرسمي
 (بالكورية)
- شوتايم يبدأ على موقع IMDb (الإنجليزية)
- شوتايم يبدأ على موقع كينوبويسك (الروسية)
- شوتايم يبدأ على موقع قاعدة بيانات الفيلم (الإنجليزية)
- وقت العرض يبدأ! على هانسينما